# Філатово
Філа́тово (рос. Филатово) — село у складі Косіхинського району Алтайського краю, Росія. Входить до складу Лосіхинської сільської ради.

## Населення
Населення — 158 осіб (2010; 229 у 2002).
Національний склад (станом на 2002 рік):
- росіяни — 96 %